# Methanobrevibacter woesei
A Methanobrevibacter woesei egy metanogén archaea faj. Carl R. Woeseról nevezték el. Az archeák – ősbaktériumok – egysejtű, sejtmag nélküli prokarióta szervezetek.

## Leírása
Enyhén kúpos végű coccobacillus alakú, körülbelül 0,6 mikrométer széles és 1 mikrométer hosszú. Párban vagy rövid láncokban fordul elő. Gram-pozitív, a sejtfalát pszeudomurein alkotja. Obligát anaerob élőlény, típustörzse: GST(=DSM 11979T =OCM 815T). Először liba ürülékben izolálták.